# رزية كندية
رزية كندية (الاسم العلمي: Oryzopsis canadensis) هي نوع نباتي يتبع جنس الرزية من فصيلة النجيلية.